# Sesto Bruscantini
Sesto Bruscantini (ur. 10 grudnia 1919 w Civitanova Marche, zm. 4 maja 2003 tamże) – włoski śpiewak operowy, baryton.

## Życiorys
Ukończył studia prawnicze. Uczył się muzyki w konserwatorium w Rzymie u Luigiego Ricciego. Na scenie zadebiutował w 1946 roku. W 1947 roku zdobył I nagrodę w konkursie muzycznym zorganizowanym przez RAI. W 1949 roku debiutował na scenie mediolańskiej La Scali rolą Don Geronima w Il matrimonio segreto Domenico Cimarosy. W latach 1950–1956 występował na festiwalu operowym w Glyndebourne. W 1952 roku debiutował na festiwalu w Salzburgu, a w 1961 roku na scenie amerykańskiej (Chicaco Lyric Opera). Od 1981 do 1983 roku występował w Metropolitan Opera w Nowym Jorku. W 1990 roku wystąpił w roli Don Alonsa w Così fan tutte Mozarta na festiwalu w Maceracie.
Zasłynął rolami w XVIII- i XIX-wiecznych włoskich operach buffa, a także w operach W.A. Mozarta. W 1981 roku wystawił w Wexford Dzień królowania Giuseppe Verdiego w swojej reżyserii. Od 1953 roku był żonaty ze śpiewaczką Seną Jurinac.